# 사우초등학교
사우초등학교는 대한민국 경기도 김포시에 있는 공립 초등학교이다.

## 학교 연혁
- 1999년 3월 1일 초대 김용래 교장 및 교직원 22명 부임(3층 15교실)
- 1999년 3월 3일 입학식(1학년 5학급 포함 16학급 595명 개교)
- 2008년 9월 10일 제1과학실 현대화공사 준공
- 2008년 10월 7일 컴퓨터실 및 시청각실 리모델링
- 2009년 6월 22일 미래관(체육관) 준공
- 2010년 5월 31일 전교실 냉난방기 교체
- 2011년 3월 1일 제4대 이홍신 공모 교장 부임
- 2011년 8월 17일 학교 실내 도색 완료
- 2012년 3월 1일 학교조직효율화 시범교(교무행정통합 교수학습지원실 운영)
- 2012년 9월 1일 2012학년도 후반기 혁신학교 지정
- 2013년 8월 23일 급식기구 현대화 사업 추진 및 완료
- 2014년 2월 5일 김포지역 혁신 거점학교 지정(경기도교육청)
- 2014년 3월 1일 돌봄교실 1실 추가 증석(현 3실 학급 운영)
- 2014년 9월 8일 정문 보·차도 경계석 및 후문 주차장 정비
- 2015년 2월 13일 제16회 졸업식(128명 졸업, 총 2,816명 졸업)
- 2015년 3월 1일 일반학교 28학급, 특수학급 1학급 편성
- 2015년 3월 1일 제5대 이홍신 교장 부임
- 2018년 3월 1일 제6대 강준희 교장 부임

## 참고 자료
- 사우초등학교 - 한국교육학술정보원 학교알리미